# Georg Rösch von Geroldshausen
Georg Rösch von Geroldshausen (auch Jörg Resch genannt; * 29. September 1501 in Lienz; † 13. Jänner 1565 in Sterzing) war ein Tiroler Kanzleisekretär und Dichter. Er verfasste den Tiroler Landreim, das erste in Tirol in deutscher Sprache gedruckte Gedicht und die erste Landeskunde Tirols.

## Leben
Georg Rösch wurde 1501 als Sohn des Hanns Rösch und der Agathe von Bibriach in Lienz geboren. Die Rösch von Geroldshausen waren ein Geschlecht aus Unterfranken, das einen Ableger in Kärnten hatte. Über seine Jugend und Ausbildung ist nichts bekannt. Er konnte Latein und Italienisch und betrieb vermutlich wissenschaftliche Studien. Wie seine fünf Brüder war er für den öffentlichen Dienst bestimmt und auf verschiedenen Posten bei Regiment und Kammer der oberösterreichischen Regierung in Innsbruck tätig.
1526 war er Lehrer an der vom Hof unterstützten Lateinschule in Innsbruck, 1527 wurde er Kanzleischreiber. 1542 weilte er eine Zeit am Reichskammergericht in Speyer, 1548 erhielt er die Hofrichterstelle im Stubai. König Ferdinand I. schätzte seine Dienste sehr, er betraute ihn mit der Organisation des Archivwesens und ernannte ihn 1559 zum königlichen Rat.
1547 erwirkte Rösch bei der Regierung die Einrichtung einer ständigen Druckerei in Innsbruck, die ab 1554 vom Hofbuchdrucker Ruprecht Höller geleitet wurde. Dieser druckte auch die literarischen Werke Röschs.
1555 veröffentlichte er Der fürstlichen Grafschafft Tyrol Landtreim, eine in Gedichtform abgefasste Landeskunde Tirols (siehe unten). Die Fortsetzung Wunschspruch von allerley Welthendlen, Werckhleüten und Gewerben, eine Beschreibung von 186 Handwerken und verschiedenen Ständen in Versen erschien 1560 unter dem Pseudonym Georg Reutter von Gayßspitz. 1555 gab er die Tiroler Landes-Ordnung neu heraus. Rösch verfasste auch mehrere historisch-genealogische Arbeiten, die heute verschollen sind.
Um 1530 heiratete er Katharina Grünhofer. Die Witwe brachte vier Kinder in die Ehe mit, der gemeinsame Sohn war später Schlosshauptmann von Ambras. Als Innsbruck 1564 von der Pest bedroht wurde, übersiedelten Regierung und Kammer nach Sterzing, wo Georg Rösch von Geroldshausen am 13. Jänner 1565 starb und in der Pfarrkirche beigesetzt wurde.

## Der Tiroler Landreim

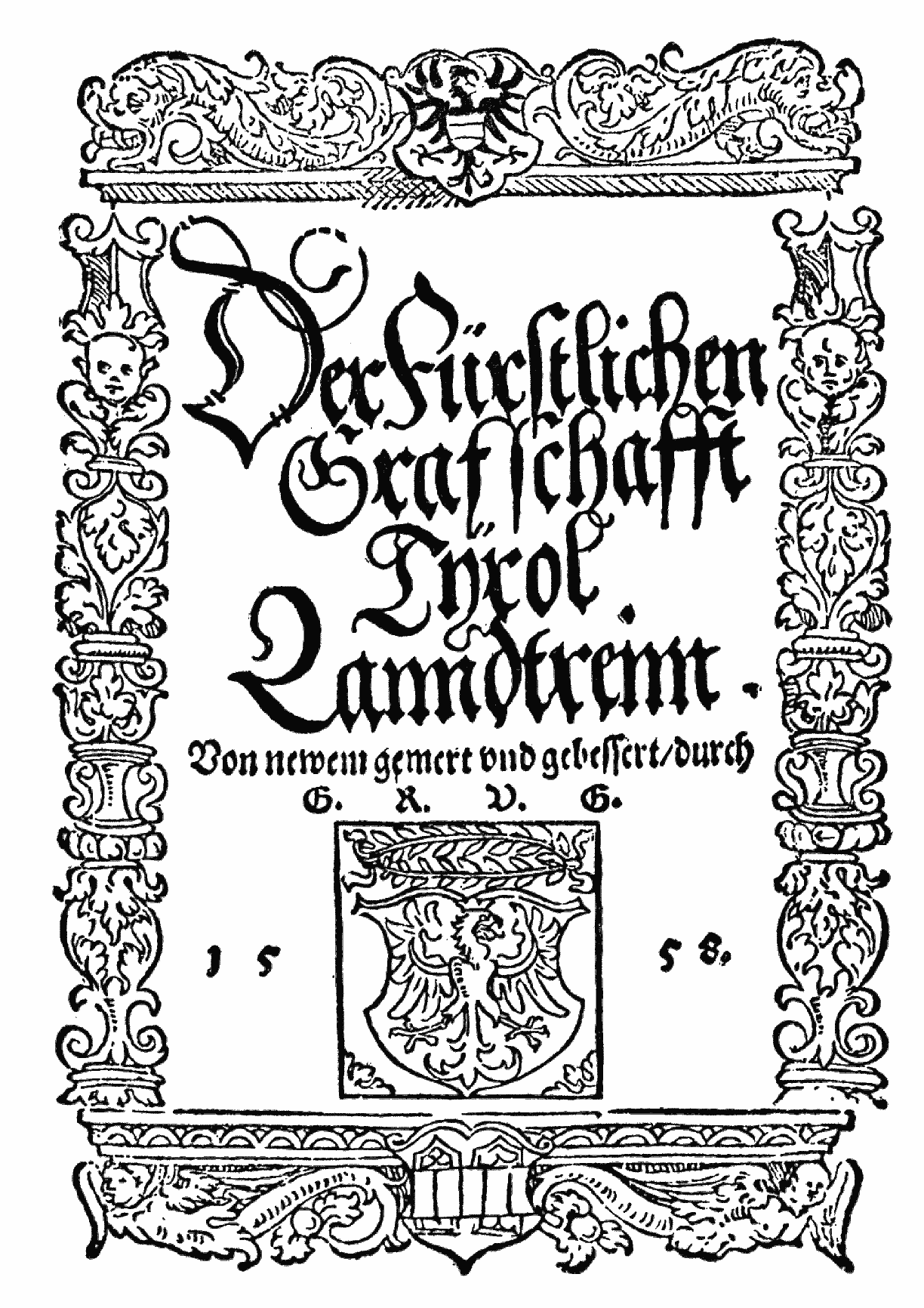
Titelblatt der Ausgabe von 1558

Der fürstlichen Grafschafft Tyrol Landtreim erschien 1557 und wurde 1558 in einer erweiterten Ausgabe herausgegeben. Es handelt sich dabei um das erste in Tirol in deutscher Sprache gedruckte Gedicht. Das im Knittelvers abgefasste Gedicht besteht aus 1015 Versen, die sich jedoch nicht immer reimen. Es beschreibt die Topographie und insbesondere die Wirtschaft der damaligen Gefürsteten Grafschaft Tirol und stellt damit die erste Landeskunde Tirols dar.
Während Gewässer, Flüsse und Seen relativ vollständig aufgezählt werden, kommen Berge und Gebirge nur am Rande vor. Die Städte werden mit ihren wichtigsten kulturellen Denkmälern vorgestellt, wie das Goldene Dachl oder die Hofkirche in Innsbruck. Erwähnt werden die Klöster Stams (als Grablege der Landesfürsten) und Wilten mit der Gründungslegende des Riesen Haymon.
Mehr als die Hälfte des Gedichts handelt vom Bergbau und beschreibt Vorkommen, Abbau und Verarbeitungsstätten von Salz und Erz. Schwaz wird im Landreim „aller perckwerck muetter“ (aller Bergwerke Mutter) genannt, eine Bezeichnung, die später häufig aufgegriffen wurde. Ausführlich werden auch Saline und Münzstätte in Hall gewürdigt.
An weiteren Wirtschaftszweigen genannt werden unter anderem die Holzgewinnung und die Köhlerei als Hilfsbetriebe des Bergbaus, Glashütten, Geschütz- und Glockengießereien, die Gewinnung des Steinöls in Reith bei Seefeld oder die Seidenraupenzucht in Rovereto. Großen Raum nimmt auch die Landwirtschaft ein mit der Beschreibung von Viehzucht, Obstbau, Weinbau, Wildreichtum und Fischerei.
Während das Gedicht aus sprachlicher Sicht als holprig bezeichnet werden kann, stellt es inhaltlich als erste Landeskunde Tirols eine wichtige historische Quelle dar, die in dieser Vielfalt und Vollständigkeit in ihrer Zeit nichts Vergleichbares besitzt.